# John Popper
John Popper, född 29 mars 1967, är en amerikansk sångare och munspelare. Popper föddes i Ohio men växte upp i Connecticut, New York, och New Jersey. Han har spelat flera olika instrument, bland andra piano, cello och trumpet, men lyckades inte hitta något som passade honom tills han under studietiden i Princeton upptäckte munspelet. Under tiden i Princeton bildade han flera band tillsammans med sina vänner, varav ett, The Establishment, sedermera blev känt under namnet Blues Traveler.

## Diskografi (urval)
Solo
- Zygote (1999)
- "Go Outside and Drive (The Vestal Version)" (singel) (1999)

Med Blues Traveler
- Blues Traveler (1990)
- Travelers and Thieves (1991)
- Save His Soul (1993)
- four (1994)
- Straight On till Morning (1997)
- Bridge (2001)
- Truth Be Told (2003)
- ¡Bastardos! (2005)
- Cover Yourself (2007)
- North Hollywood Shootout (2008)
- Suzie Cracks the Whip (2012)
- Blow Up the Moon (2015)
- Hurry Up & Hang Around (2018)